# 丹麦—葡萄牙关系
丹麦-葡萄牙关系是指丹麦与葡萄牙之间当前和历史上的关系。丹麦在里斯本设有大使馆。葡萄牙在哥本哈根设有大使馆，并兼辖有外交关系的立陶宛。这两个国家都是欧盟和北约的成员国。1984年，丹麦女王玛格丽特二世女王访问了葡萄牙。2008年，丹麦对葡萄牙出口额达25亿丹麦克朗，而葡萄牙对丹麦出口额达23亿丹麦克朗。

## 历史
1701年至1714年，丹麦和葡萄牙在西班牙王位继承战争中处于敌对阵营。其后在拿破仑战争中，丹麦也加入了法国以对抗英国、奥地利、西班牙和葡萄牙等国。
1896年12月14日，丹麦和葡萄牙签署了建立正式外交关系的条约。

## 延伸阅读
Norman Berdichevsky.  (PDF). PortVitoria: 7.   [2011-11-20]. ISSN 2044-8236. （原始内容 (PDF)存档于2012-04-25）.